# Об'єктно-орієнтоване моделювання
Об'єктно-орієнтоване моделювання (ООМ) — підхід до моделювання застосунку, що використовується на початку життєвого циклу програмного забезпечення під час використання об'єктно-орієнтованого підходу до розробки програмного забезпечення.
Життєвий цикл програмного забезпечення зазвичай поділяється на етапи, що йдуть від абстрактних описів проблеми до проектування, а потім — до кодування, тестування і, нарешті, розгортання. Моделювання робиться на початку процесу. Причинами моделювати систему перед написанням коду є:
- Комунікація. Користувачі зазвичай не можуть розуміти мову програмування чи код. Діаграми моделі можуть бути зрозумілішими та дозволити користувачам дати розробникам зворотний відгук про відповідну структуру системи. Ключовою метою об'єктно-орієнтованого підходу є зменшити «семантичну прогалину» між системою та дійсним світом за допомогою термінології, яка є такою ж, що й функції, які виконують користувачі. Моделювання — важливий інструмент для полегшення досягнення цієї мети.
- Абстракція. Метою більшості методологій програмного забезпечення є вирішити спочатку питання «що», а потім — «як». Тобто, спочатку визначити функціональність, яку надає система, не розглядаючи обмеження реалізації, а потім розглянути, як узяти цей абстрактний опис і вдосконалити його у реалізовний дизайн і код із урахуванням таких обмежень, як технологія та бюджет. Моделювання дозволяє це, дозволяючи абстрактні описи процесів та об'єктів, що визначають їхню істотну структуру та поведінку.

Об'єктно-орієнтоване моделювання зазвичай робиться через сценарії використання й абстрактні визначення більшості важливих об'єктів. Найпоширенішою мовою, що використовується для об'єктно-орієнтованого моделювання, є Уніфікована мова моделювання (UML) від Object Management Group.